# 高松 (豊島区)
高松（たかまつ）は、東京都豊島区の町名。現行行政地名は高松一丁目から高松三丁目。住居表示実施済区域。

## 地理
高松は北部は板橋区幸町、東部は池袋、板橋区南町、南部は要町、西部は千川と接していて、東京メトロ有楽町線・東京メトロ副都心線要町駅の北側の区域。東で山手通りと接している。

## 歴史
かつては長崎村（のち長崎町）の一部であり、1871年に浦和県（現：埼玉県）から東京府に編入された。1932年に豊島区の一部となる。
- 1935年（昭和10年）：田園区画の整理に伴い、板橋三丁目（旧：板橋町大字中丸字中原、現：南町）と豊島区長崎東町三丁目（旧：長崎町大字長崎字高松、現：高松二・三丁目）の間で境界変更。
- 1939年（昭和14年）：田園区画の整理が完了し、板橋三丁目（旧：板橋町大字中丸字中原、現：南町）と豊島区高松町二丁目（旧：長崎町大字長崎字前高松、現：高松二丁目）の間で境界変更。

## 世帯数と人口
2023年（令和5年）1月1日現在（東京都発表）の世帯数と人口は以下の通りである。
| 丁目       | 世帯数    | 人口    |
| ---------- | --------- | ------- |
| 高松一丁目 | 1,087世帯 | 1,669人 |
| 高松二丁目 | 2,436世帯 | 4,124人 |
| 高松三丁目 | 1,354世帯 | 2,520人 |
| 計         | 4,877世帯 | 8,313人 |

### 人口の変遷
国勢調査による人口の推移。
| 年                 | 人口  |
| ------------------ | ----- |
| 1995年（平成7年）  | 7,172 |
| 2000年（平成12年） | 7,161 |
| 2005年（平成17年） | 6,628 |
| 2010年（平成22年） | 7,760 |
| 2015年（平成27年） | 8,068 |
| 2020年（令和2年）  | 8,632 |

### 世帯数の変遷
国勢調査による世帯数の推移。
| 年                 | 世帯数 |
| ------------------ | ------ |
| 1995年（平成7年）  | 3,525  |
| 2000年（平成12年） | 3,659  |
| 2005年（平成17年） | 3,536  |
| 2010年（平成22年） | 4,263  |
| 2015年（平成27年） | 4,573  |
| 2020年（令和2年）  | 5,017  |

## 学区
区立小・中学校に通う場合、学区は以下の通りとなる（2017年12月現在）。なお、豊島区の小・中学校では学校選択制度を導入しており、以下の指定校に隣接している通学区域の学校も選択することが可能。
| 丁目       | 番地    | 小学校             | 中学校             |
| ---------- | ------- | ------------------ | ------------------ |
| 高松一丁目 | 1〜6番  | 豊島区立要小学校   | 豊島区立千川中学校 |
| 高松一丁目 | 7〜22番 | 豊島区立高松小学校 | 豊島区立千川中学校 |
| 高松二丁目 | 全域    | 豊島区立高松小学校 | 豊島区立千川中学校 |
| 高松三丁目 | 全域    | 豊島区立高松小学校 | 豊島区立千川中学校 |

## 交通

### 鉄道
高松一丁目は東京地下鉄要町駅が最寄駅となるが基本的に高松に鉄道駅自体はない。

### バス
- 高松郵便局停留所（国際興業バス）
  - 池02・池82系統 - 熊野町循環
  - 池04・池84系統 - 中丸町循環
  - 池20系統 - 高島平操車場行
  - 池20・池21系統、池03・池83系統 - 要町駅経由池袋駅西口行
  - 池21系統 - 高島平駅行（国際興業バス）
- 南町仲通り停留所、高松小学校停留所、高松二丁目停留所
  - 池04・池84系統 - 要町駅経由池袋駅西口行

### 道路
- 東京都道317号環状六号線（通称：山手通り）
- 首都高速道路中央環状新宿線

## 事業所
2021年（令和3年）現在の経済センサス調査による事業所数と従業員数は以下の通りである。
| 丁目       | 事業所数  | 従業員数 |
| ---------- | --------- | -------- |
| 高松一丁目 | 91事業所  | 1,082人  |
| 高松二丁目 | 70事業所  | 358人    |
| 高松三丁目 | 30事業所  | 200人    |
| 計         | 191事業所 | 1,640人  |

### 事業者数の変遷
経済センサスによる事業所数の推移。
| 年                 | 事業者数 |
| ------------------ | -------- |
| 2016年（平成28年） | 175      |
| 2021年（令和3年）  | 191      |

### 従業員数の変遷
経済センサスによる従業員数の推移。
| 年                 | 従業員数 |
| ------------------ | -------- |
| 2016年（平成28年） | 1,611    |
| 2021年（令和3年）  | 1,640    |

## 施設

### 高松一丁目
- 豊島区立千川中学校
- 豊島区立高松第二保育園
- 豊島高松郵便局
- 東京消防庁池袋消防署高松出張所

### 高松二丁目
- 豊島区立高松小学校
- 区民ひろば高松
- 富士浅間神社（境内に重要無形民俗文化財の「豊島長崎の富士塚」がある）
- セブンイレブン豊島高松2丁目店

### 高松三丁目
- 豊南高等学校
- 豊南幼稚園
- 豊島区立高松第一保育園

## ゆかりのある人物
- 石川重之（旧常陸下館藩、子爵） - 豊島区高松町2丁目に居住した[14]。

## その他

### 日本郵便
- 郵便番号 : 171-0042[3]（集配局 : 豊島郵便局[15]）。